# Poldark (Romanreihe)
Poldark ist eine Reihe historischer Romane von Winston Graham.

## Handlung
Die Romanserie beschreibt das Leben von Ross Poldark und seiner Familie von 1783 bis 1815. Die Poldarks sind mehr oder weniger verarmte Landbesitzer in Cornwall, die als Politiker, Landwirte und Minenbesitzer ihren Lebensunterhalt verdienen. Da die Poldarks als alteingesessene Familie eng verbunden mit ihren Pächtern und Arbeitern leben, nimmt auch deren Leben einen breiten Raum in den Romanen ein.

## Hintergründe
Insgesamt schrieb Winston Graham zwölf Poldark-Romane. In diesen werden die Abenteuer von Ross, Demelza, George Warleggan und einigen anderen Figuren am Ende des 18. Jahrhunderts geschildert. Die Romane spielen in Cornwall. Der Autor Winston Graham hat selbst 30 Jahre dort gelebt. Von 1783 bis in die 1820er Jahre wird die Geschichte der Poldark-Familie und deren Rivalen, der Warleggan-Familie, erzählt. Die ersten vier Romane schrieb er von 1945 bis 1953. Erst 20 Jahre später erschien der fünfte Roman. 2002 schrieb Winston Graham mit Bella den letzten Poldark-Roman. Ein Jahr später starb er. Für die Poldark-Romane recherchierte er in alten Archiven. Er beschäftigte sich insbesondere mit Berichten über Schmuggel und Bergbau, sowie Parochial history (= steht für provinzielles [in Ansichten und Verhalten], von Gemeinde- und Pfarrangelegenheiten). Winston Grahams Tochter Rosamund erklärte, dass ihr Vater, obwohl er über sein ganzes Leben hinweg als Autor tätig war, ganz besonders an den Poldark-Romanen hing. Die Figur der Demelza wurde durch Winston Grahams Ehefrau Jean inspiriert. Außerdem besprach Winston Graham seine Ideen mit ihr und sie half ihm mit den Details.

### Der geschichtliche Hintergrund
Die englische Geschichte der Epoche der Französischen Revolution nimmt in der Serie einen breiten Raum ein. Allerdings interessierte sich Winston Graham weniger für die Haupt- und Staatsaktionen, sondern eher für die sozialgeschichtlichen Seiten und Aspekte. Sein Hauptthema ist das englische, landbesitzende Bürgertum (landed Gentry), welches für die lokale Bevölkerung als Arbeitgeber, Beamte und Politiker eine erhebliche Bedeutung hat, das im Zuge der industriellen Revolution zu Reichtum gelangen konnte, aber in der Wirtschaftskrise auch immer von Bankrott und Schuldgefängnis bedroht war.
Auf der anderen Seite wird auch das Leben der Unterschichten breit dargestellt, denn hier gibt es Armut, seltener jedoch mittelständischen Reichtum. Das Leben ist oft vom Kampf ums Überleben geprägt. Die Industrialisierung bringt neue Arbeitsplätze in den Erzminen, die aber immer von schlechten Konjunkturen bedroht sind, und so bleiben Fischfang, Schmuggel und Strandräuberei wichtige Tätigkeiten. Geprägt wird das Leben aber auch von Epidemien, einer drakonischen Justiz und dem pietistisch geprägten Glauben der Wesleyaner.

## Die Titel der Bände
Erste Serie
- Ross Poldark (dt. Abschied von gestern, 1980)
- Demelza (dt. Von Anbeginn des Tages, 1981)
- Jeremy Poldark (dt. Schatten auf dem Weg, 1981)
- Warleggan (dt. Schicksal in fremder Hand, 1981)
- The black moon (dt. Im dunklen Licht des Mondes, 1981)
- The four swans (dt. Das Lied der Schwäne, 1981)
- The angry tide (dt. Vor dem Steigen der Flut, 1982)

Zweite Serie
- The stranger from the sea
- The millers dance
- The loving cup
- The twisted sword
- Bella Poldark

Die Bände sind im Original zwischen 1945 und 2002 erschienen. Die Bände der ersten Serie wurden als Taschenbücher im Moewig Verlag, Rastatt, verlegt; die der zweiten Serie wurden (bislang) nicht auf Deutsch übersetzt.

## Die Handlung der Bände

### Ross Poldark
Die Hauptfigur, Ross Poldark, kommt aus dem Unabhängigkeitskrieg in Amerika  zurück nach Hause in Cornwall. Er kommt dort an dem Tag an, als sein Cousin Francis Poldark sich mit Elizabeth Chynoweth verlobt, mit der Ross selbst ein Liebesverhältnis hatte. 
In den nächsten Jahren versucht Ross zunächst seinen völlig heruntergekommenen Bauernhof zu bewirtschaften und später eine Zinnmine auf seinem Land (Weal Leisure) wieder zu eröffnen. Seine beste Freundin ist seine Cousine Verity, Francis' Schwester, die sich in den Seemann Andrew Blamey verliebt. Da Blamey ein ehemaliger Säufer ist und seine erste Frau ermordet hat, bringen Vater und Bruder das Paar auseinander.
In dieser Zeit ist Ross sehr einsam und versucht, Elizabeth zu vergessen, was ihm jedoch nicht gelingt, weil diese immer wieder versucht mit ihm zu flirten.
Auf einem Jahrmarkt liest Ross die verwahrloste Tochter eines Minenarbeiters auf – Demelza Carne – und macht sie zu seinem Küchenmädchen. Als Ross Demelzas Charme schließlich erliegt, heiratet er sie, ohne Rücksicht auf die Meinung der Nachbarn. Die Ehe erweist sich wider Erwarten als glücklich.

### Demelza
Ross gerät in Konflikt mit den Menschen seiner Gesellschaftsschicht und mit seiner Frau. Der Roman beginnt mit der Geburt von Ross' erster Tochter Julia. Ross stellt den jungen Arzt Dwight Enys als Doktor für seine Mine ein.
Einer von Ross' Pächtern, Jim Carter, der wegen Wilderei eine Strafe verbüßt, stirbt kurz vor seiner Entlassung, weil die hygienischen Verhältnisse im Gefängnis lebensgefährlich sind. Ross gibt seinen reichen Nachbarn, die als Richter und Geschworene für Jims Verurteilung und für den Betrieb des Gefängnisses verantwortlich sind, die Schuld an Jims Tod.
Kurz darauf besucht er mit Demelza zum ersten Mal einen Ball. Demelza hat sich sehr darauf gefreut, er jedoch erträgt diese Menschen, die sich vor ihrer Verantwortung drücken, nicht mehr. So kommt es zwischen den beiden erstmals zu einem Streit.
Ross wird von einigen Minenbesitzern gebeten, sich an einer Kupfergesellschaft zu beteiligen.

## Fernsehadaptionen
In den 1970er Jahren verfilmte die BBC sieben Bücher der Romanreihe. In der Fernsehserie (die sich in einigen Aspekten von den Romanen unterscheidet), wurde Ross Poldark von Robin Ellis und Demelza von Angharad Rees gespielt. Elizabeth wurde von Jill Townsend, Francis Poldark von Clive Francis und George Warleggan von Ralph Bates gespielt.
Außerdem gab es 1996 einen ITV Fernsehfilm über den achten Poldark-Roman.
2014 wurden die Poldark-Romane erneut verfilmt. Die Fernsehserie mit Aidan Turner, Eleanor Tomlinson und Heida Reed in den Hauptrollen wird seit März 2015 auf BBC One ausgestrahlt.